# Sony Music Entertainment
A Sony Music Entertainment egy amerikai cég, a második legnagyobb a három nagy lemezkiadó (Universal Music Group, Sony Music Entertainment, Warner Music Group) közül. Felügyeletét a Sony Corporation of America látja el.

## Története
A cég eredete 1888-ra nyúlik vissza, a Columbia Phonograph Company megalakulásáig. Ennek anyavállalatát, az American Record Corporationt 1938-ban felvásárolta a Columbia Broadcasting System (CBS), amit korábban a Columbia Phonograph Company alapított, de később eladta.
A CBS-nek csak az Egyesült Államokban és Kanadában volt joga a Columbia név használatához. A Columbia Phonograph Companynek voltak nemzetközi alvállalatai és társcégei is, például az Egyesült Királyságban a Columbia Graphophone Company, de ezeket már azelőtt eladták, hogy a CBS felvásárolta az amerikai Columbiát, ezért a cég 1961-ben alapított nemzetközi ága a CBS Records nevet használta. 1968 márciusában a CBS és a Sony megalakította a CBS/Sony Records japán vállalkozást. Mivel a Sony a CD-technológia egyik kifejlesztője, a Sony és a CBS Japánban közösen CD-gyárat épített. Így a CBS 1983-ban egyike volt az első cégeknek, akik CD-ket kezdtek kiadni az amerikai piacon.
1987. november 17-én a Sony Corporation of America kétmilliárd dollárért felvásárolta a CBS Recordsot. A CBS Inc., immár CBS Corporation megtartotta a CBS név használatának jogát zenei kiadványokhoz, de ideiglenes engedélyt adott a Sonynak a név használatához. A CBS Corporation 2006-ban új CBS Recordsot alapított.

### A Sony Music Entertainment születése
Az 1988-as felvásárlás feltételeinek megfelelően a Sony 1991. január 1-jével átnevezte a céget Sony Music Entertainmentre (SME). Ugyanekkor világszerte bevezette a korábban csak az USA-ban és Kanadában használt Columbia cégnevet, miután 1990-ben megvette a védjegyhez fűződő jogokat az EMI-től. Japán az egyetlen ország, ahol a Sonynak nincs joga a Columbia név használatához, mert az a tőlük független Columbia Music Entertainmenté. Így a Sony Music Japan nem használja ezt a nevet azokon a felvételein, amelyek Japánon kívül készültek, de Japánban jelentették meg őket. Spanyolországban szintén egy másik cégé, a BMG néven jobban ismert Bertelsmann Music Groupé volt a Columbia Records védjegy, de ezt a Sony Music megszerezte, miután 2004-ben közös vállalkozásba fogott a BMG-vel, majd 2008-ban felvásárolta.

### Sony BMG
2004 augusztusában a Sony közös vállalkozásba kezdett a Bertelsmann-nal, és a Sony Music egybeolvadt a Bertelsmann Music Grouppal Sony BMG Music Entertainment néven. A Sony Music Japant azonban továbbra is külön működtette, bár a BMG Japan részévé vált a közös vállalkozásnak.

### Visszatérés a Sony Music Entertainmenthez
A Sony Corporation of America és a Bertelsmann 2008. augusztus 5-én bejelentették, hogy a Sony hajlandó felvásárolni a Bertelsmann 50%-os részesedését a Sony BMG-ben. Az üzletet 2008. október 1-ig lebonyolították. A Sony Music Entertainment Inc. (SME) névre visszanevezett cég ismét teljes egészében a Sony Corporation of America tulajdona lett.

## Főbb alvállalatok
- Columbia Records
- Epic Records
- The Orchard Enterprises
- RCA Music Group
- Zomba Label Group
- Legacy Recordings
- Sony Music Nashville
- Provident Music Group
- Sony Masterworks
- Syco Music
- EMI
- A Sony Music különféle országos cégei

## Lásd még
- Sony/ATV Music Publishing
- Sony Music Entertainment Japan
- Sony BMG CD-másolásvédelmi botrány
- Lemezkiadók listája